# Pseudosphromenus dayi
Pseudosphromenus dayi is een  straalvinnige vissensoort uit de familie van echte goerami's (Osphronemidae). De wetenschappelijke naam van de soort is voor het eerst geldig gepubliceerd in 1908 door Köhler.
De soort staat op de Rode Lijst van de IUCN als Kwetsbaar, beoordelingsjaar 2011.